# Le Fils du Mékong
Pour plus de détails, voir Fiche technique et Distribution.
Le Fils du Mékong est une comédie française réalisée en 1991 de François Leterrier sortie en 1991.

## Synopsis
C'est en traversant le Mékong à la nage que Tran et trois de ses amis, jeunes musiciens amateurs, parviennent à fuir le Vietnam en guerre. Ils trouvent refuge en Thaïlande avant de partir pour l'Europe. Tandis que ses amis sont dirigés sur Bruxelles, Tran se retrouve à Paris, où il est pris en charge par une association caritative, que représente le sympathique Durieux.

## Fiche technique
Source : IMDb, sauf mention contraire
- Réalisation : François Leterrier
- Scénario : Tchee
- Photographie : Martial Thury
- Musique : Tchee
- Format : Couleur  - Son stéréo
- Société de production : Paradise Productions
  - Coproducteurs : Greenwich Film Productions  et M6 Films
- Année : 1991
- Durée : 1h24
- Genre : comédie
- Date de sortie :
  - France :  8 avril 1992

## Distribution
- Tchee : Tran
- Jacques Villeret : Durieux
- Tu Huai-Quing : Li
- Shu-Wing Tang : Lam
- Man-Yan James Hor : Khêt
- Mélanie Douen : La mère de Tran
- Jean-Luc Mimault : Le directeur du centre d'accueil
- Jean Rougerie : Maurichon
- Jacques François : Dupré
- Geneviève Fontanel : Mme Dupré
- Anne Roumanoff : Mme Susini